# Mario Santi
Mario Santi (Lucca, 28 aprile 1924 – Prato, 23 giugno 2018) è stato un politico italiano, senatore della Democrazia Cristiana per due legislature (VI e VII), dal 1972 al 1979, membro della Commissione Affari Esteri, della Commissione Affari Costituzionali e della Commissione speciale per i problemi ecologici.
Di umili origini, crebbe nel quartiere di Sant'Agostino a Prato: il padre Arturo, prima segantino a Vaiano, poi esule a Lipsia in Germania, infine richiamato alle armi in Italia, rimase mutilato durante la Prima Battaglia dell'Isonzo (1915) e quindi assunto in qualità di Capo Ferroviere alla Stazione di Prato Porta al Serraglio, lasciando quella di Lucca, in cui Mario nacque.   
Mario seguì gli studi elementari, medi e ginnasiali presso il Seminario Vescovile di Prato dove rimase fino alla fine della guerra, rinunciando poi all'ordinazione e iscrivendosi alla Facoltà di Giurisprudenza presso l'Università di Firenze dove si laureò in Filosofia del Diritto con una tesi su Benedetto Croce.  
Nel frattempo fondò uno dei primi cineclub pratesi (il "Contro - Campo"), con sede al Cinema Teatro Borsi, che divenne centro di dibattito e conoscenza tra i giovani della Prato del dopoguerra.  
Prima di candidarsi come Senatore della Repubblica, passò dalla professione di avvocato civilista, a quella - estremamente amata - di professore di storia e filosofia prima all'Istituto Magistrale di Pistoia, poi al Convitto Nazionale Cicognini di Prato.   
Eletto nel Collegio Senatoriale Prato-Empoli, è stato politicamente vicino ad Amintore Fanfani e a Giorgio La Pira di cui fu allievo alla Facoltà di Giurisprudenza  di Firenze dove La Pira insegnava Diritto Romano.
Sposato con Anna Pernumia, professoressa al Liceo Classico Cicognini di Prato. Padre di cinque figli: Caterina, Francesco, Domenico, Ilaria e Tommaso.
Alla fine dei due mandati senatori, è tornato ad insegnare Storia e Filosofia al Liceo Scientifico presso il Convitto Nazionale Cicognini di Prato. 
Impegnato al servizio della propria città, a Prato è stato Presidente dell'Azione Cattolica, Presidente della FUCI, segretario comunale della Democrazia Cristiana, Presidente dell'Azienda Autonoma di Turismo e Presidente dell'Opera del Duomo. 
Fu tra i promotori dell'acquisto della scultura “Forma squadrata con taglio” dell'artista britannico Henry Moore collocata a Prato in Piazza San Marco e, come Presidente dell'Opera del Duomo, commissionò all'artista Emilio Greco il paliotto "Dormitio Virginis" posto all'altare della cappella della Sacra Cintola della Cattedrale della città.
È stato commemorato in Senato il 26 giugno 2018.